# Manly Palmer Hall
Manly Palmer Hall (Peterborough, 18 marzo 1901 – Los Angeles, 29 agosto 1990) è stato uno scrittore e mistico canadese.

## Opere
La sua opera più importante è The Secret Teachings of All Ages: An Encyclopedic Outline of Masonic, Hermetic, Qabbalistic and Rosicrucian Symbolical Philosophy, pubblicata nel 1928, quando l'autore aveva appena 27 anni.
In oltre 70 anni di carriera letteraria, Hall ha scritto più di 150 libri e saggi, senza contare i numerosi articoli scritti su varie riviste.
In merito alla scuola pitagorica, asserì che il filosofo di Samo era convinto che la matematica e la filosofia fossero strettamente collegate e condividessero l'intuizione del divino. 

Convintosi dopo lunghi viaggi che le scuole misteriche condividevano la credenza secondo la quale Dio si identifica con la creazione (panteismo), Pitagora sintetizzò i saperi esistenti all'epoca in una dottrina unitaria, per la quale fondò una scuola misterico-iniziatica e estese applicazioni pratiche.
Pitagora trasformò la numerologia babilonese in una scienza sacra, da cui già nei secoli passati erano state derivate la Kabbalah e le scienze matematiche delle civiltà confinanti. Essendo credenza diffusa tra gli Antichi Greci che la musica fosse la lingua degli dei, Pitagora applicò l'alfabeto greco alla numerologia e inventò il monocordo, riuscendo a determinare i rapporti numerici (canoni) fra le note della spartito musicale. 

Nella sua scuola sviluppò la matematica delle armoniche sostenendo che esistesse una "musica delle sfere" celesti, che dovevano produrre una "onda musicale" dello stesso tipo di quella generata dai pianeti che si approssimano intorno al Sole, a intervalli regolari armonici e secondo le stesse leggi che governano anche la diffrazione della luce bianca negli altri colori e i "nodi di ipertoni" che crescono sulle note musicali.

## La "Philosophical Research Society"
Nel 1934, Hall ha fondato la Philosophical Research Society (PRS/Società di ricerca filosofica) a Los Angeles, California, una fondazione no-profit dedicata allo studio di religioni, mitologia, metafisica e occulto. La PRS possiede una libreria costituita da oltre 50.000 volumi, che vende e pubblica libri spirituali e di metafisica, la maggior parte dei quali scritti da Hall.

## Massoneria
Già prima di entrare in Massoneria, fu per parecchi anni il patrono del Masonic Research Group di San Francisco. Il 28 giugno 1954 fu iniziato in Massoneria nella Jewel Lodge No. 374 di San Francisco (in seguito  United Lodge); il 20 settembre dello stesso anno passò compagno e il 22 novembre diventò maestro. Un anno dopo entrò nel Rito scozzese antico ed accettato, nel quale raggiunse il 32º grado a San Francisco. L'8 dicembre 1973 gli fu conferito il 33º grado durante una cerimonia che si svolse nei locali della "Philosophical Research Society".
Nel 1985, a Washington D.C., gli fu conferita la Gran Croce del Rito scozzese antico ed accettato, la massima onorificenza della Giurisdizione sud degli Stati Uniti d'America.